# Sortosville
Sortosville település Franciaországban, Manche megyében. Lakosainak száma 78 fő (2022. január 1.). Sortosville Saint-Cyr, Flottemanville, Hémevez és Huberville községekkel határos.

## Népesség
A település népessége az elmúlt években az alábbi módon változott:
| Lakosok száma | 77   | 63   | 69   | 84   | 97   | 98   | 87   | 79   | 79   | 78   |
|               | 1968 | 1982 | 1990 | 2006 | 2013 | 2015 | 2017 | 2019 | 2020 | 2022 |